# Светско првенство у скоковима у воду 2017 — даска 1 м за жене
Такмичење у скоковима у воду за жене у дисциплини даска 1 метар на Светском првенству у скоковима у воду 2017. одржано је 14. јул (квалификације) и 15. јула (финале) 2017. године као део програма Светског првенства у воденим спортовима. Такмичења су се одржала у базену Дунав арене у Будимпешти (Мађарска).
Учестовале су укупно 42 такмичарке из 28 земаља. Титулу светског првака из 2015. није бранила Италијанка Тања Кањото која је окончала спортску каријеру након Олимпијских игара 2016. године. Нови светски првак постала је Аустралијанка Медисон Кини који је тријумфовала са 314,85 бодова. Сребро је освојила Рускиња Надежда Бажина док је бронза припала Италијанки Елени Бертоки.

## Освајачи медаља
|                    | Резултат |                      | Резултат |                     | Резултат |
|                    |          |                      |          |                     |          |
| Медисон Кини (АУС) | 314,85   | Надежда Бажина (РУС) | 304,70   | Елена Бертоки (ИТА) | 296,40   |

## Учесници по земљама
На такмичењу су учестовале укупно 42 скакачице из 28 земаље. Свака од земаља имала је право да учествује са максимално 2 такмичара у овој дисциплини.
- Аустралија (2)
- Белорусија (1)
- Бразил (2)
- Велика Британија (1)
- Венецуела (1)
- Египат (2)
- Италија (2)
- Јужна Африка (2)
- Јужна Кореја (2)
- Кина (2)
- Колумбија (2)
- Куба (1)
- Литванија (1)
- Малезија (2)
- Мексико (2)
- Немачка (2)
- Нови Зеланд (2)
- Пољска (1)
- Румунија (1)
- Русија (2)
- Северна Кореја (1)
- Сједињене Државе (2)
- Србија (1)
- Украјина (2)
- Финска (1)
- Холандија (1)
- Хрватска (1)
- Швајцарска (1)

## Резултати
Квалификације су одржане 14. јула са почетком у 16:00 часова, док је финал одржано дан касније у исто време.
| ПЛ. | Скакач             | Држава           | Квалификације  | Квалификације  | Финале            | Финале            |
| ПЛ. | Скакач             | Држава           | Поена          | Плас.          | Поена             | Плас.             |
| --- | ------------------ | ---------------- | -------------- | -------------- | ----------------- | ----------------- |
|     | Медисон Кини       | Аустралија       | 283,80         | 1.             | 314,95            | 1.                |
| 2   | Надежда Бажина     | Русија           | 254,10         | 10.            | 304,70            | 2.                |
| 3   | Елена Бертоки      | Италија          | 263,05         | 4.             | 296,40            | 3.                |
| 04. | Чен Јивен          | Кина             | 277,20         | 2.             | 294,70            | 4.                |
| 05. | Марија Пољакова    | Русија           | 260,80         | 6.             | 289,05            | 5.                |
| 06. | Тина Пунцел        | Немачка          | 261,90         | 5.             | 284,25            | 6.                |
| 07. | Естер Ћин          | Аустралија       | 259,45         | 7.             | 281,20            | 7.                |
| 08. | Лујза Ставчински   | Немачка          | 254,70         | 9.             | 277,15            | 8.                |
| 09. | Кетрин Торенс      | Велика Британија | 255,60         | 8.             | 275,90            | 9.                |
| 10. | Аранча Чавез       | Мексико          | 249,50         | 11.            | 272,30            | 10.               |
| 11. | Долорес Ернандез   | Мексико          | 246,90         | 12.            | 257,20            | 11.               |
| 12. | Џанг Ђуен Хунг     | Малезија         | 272,75         | 3.             | 252,45            | 12.               |
| 13. | Ким Унхјанг        | Северна Кореја   | 244,30         | 13.            | Нису се пласирали | Нису се пласирали |
| 14. | Чанг Јани          | Кина             | 243,30         | 14.            | Нису се пласирали | Нису се пласирали |
| 15. | Мишел Хејмберг     | Швајцарска       | 242,95         | 15.            | Нису се пласирали | Нису се пласирали |
| 16. | Аљона Хамуљкина    | Белорусија       | 242,80         | 16.            | Нису се пласирали | Нису се пласирали |
| 17. | Нур Дабита Сабри   | Малезија         | 242,35         | 17.            | Нису се пласирали | Нису се пласирали |
| 18. | Никол Џилис        | Јужна Африка     | 241,70         | 18.            | Нису се пласирали | Нису се пласирали |
| 19. | Елизабет Куј       | Нови Зеланд      | 241,50         | 19.            | Нису се пласирали | Нису се пласирали |
| 20. | Хана Писменска     | Украјина         | 241,00         | 20.            | Нису се пласирали | Нису се пласирали |
| 21. | Каја Скжек         | Пољска           | 240,30         | 21.            | Нису се пласирали | Нису се пласирали |
| 22. | Марија Кобурн      | Сједињене Државе | 239,80         | 22.            | Нису се пласирали | Нису се пласирали |
| 23. | Ким Нами           | Јужна Кореја     | 237,45         | 23.            | Нису се пласирали | Нису се пласирали |
| 24. | Марија Бетанкур    | Венецуела        | 236,50         | 24.            | Нису се пласирали | Нису се пласирали |
| 25. | Алисон Гибсон      | Сједињене Државе | 236,40         | 25.            | Нису се пласирали | Нису се пласирали |
| 26. | Дијана Пинеда      | Колумбија        | 232,40         | 26.            | Нису се пласирали | Нису се пласирали |
| 27. | Дафне Вилс         | Холандија        | 227,90         | 27.            | Нису се пласирали | Нису се пласирали |
| 28. | Џулија Винсент     | Јужна Африка     | 221,80         | 28.            | Нису се пласирали | Нису се пласирали |
| 29. | Марцела Марић      | Хрватска         | 219,70         | 29.            | Нису се пласирали | Нису се пласирали |
| 30. | Шаје Бодингтон     | Нови Зеланд      | 218,60         | 30.            | Нису се пласирали | Нису се пласирали |
| 31. | Кјара Пелакани     | Италија          | 218,15         | 31.            | Нису се пласирали | Нису се пласирали |
| 32. | Луана Лира         | Бразил           | 215,60         | 32.            | Нису се пласирали | Нису се пласирали |
| 33. | Тами Такаги        | Бразил           | 214,40         | 33.            | Нису се пласирали | Нису се пласирали |
| 34. | Дијана Шелестјук   | Украјина         | 211,30         | 34.            | Нису се пласирали | Нису се пласирали |
| 35. | Роса Канерва       | Финска           | 207,00         | 35.            | Нису се пласирали | Нису се пласирали |
| 36. | Данијела Запата    | Колумбија        | 206,15         | 36.            | Нису се пласирали | Нису се пласирали |
| 37. | Анка Серб          | Румунија         | 204,95         | 37.            | Нису се пласирали | Нису се пласирали |
| 38. | Индре Гирдаускајте | Литванија        | 193,85         | 38.            | Нису се пласирали | Нису се пласирали |
| 39. | Мун Најун          | Јужна Кореја     | 191,45         | 39.            | Нису се пласирали | Нису се пласирали |
| 40. | Јелена Баковић     | Србија           | 188,50         | 40.            | Нису се пласирали | Нису се пласирали |
| 41. | Маха Абделсалам    | Египат           | 185,65         | 41.            | Нису се пласирали | Нису се пласирали |
| 42. | Присис Руиз        | Куба             | 171,05         | 42.            | Нису се пласирали | Нису се пласирали |
| —   | Хабиба Ашраф       | Египат           | Није наступила | Није наступила | Није наступила    | Није наступила    |